# Pollution de l’air à Taïwan
La pollution de l'air à Taïwan provient essentiellement de sources de combustion domestique, principalement de la combustion de combustibles fossiles. Il a été constaté que la topographie de Taïwan est un facteur contribuant au problème de pollution atmosphérique, entraînant une mauvaise dispersion et un piégeage des polluants. Taipei, la capitale et la plus grande ville de Taïwan par exemple, est entourée de montagnes, et d'autres centres industriels le long des côtes nord et ouest de Taïwan sont entourés de hautes montagnes.

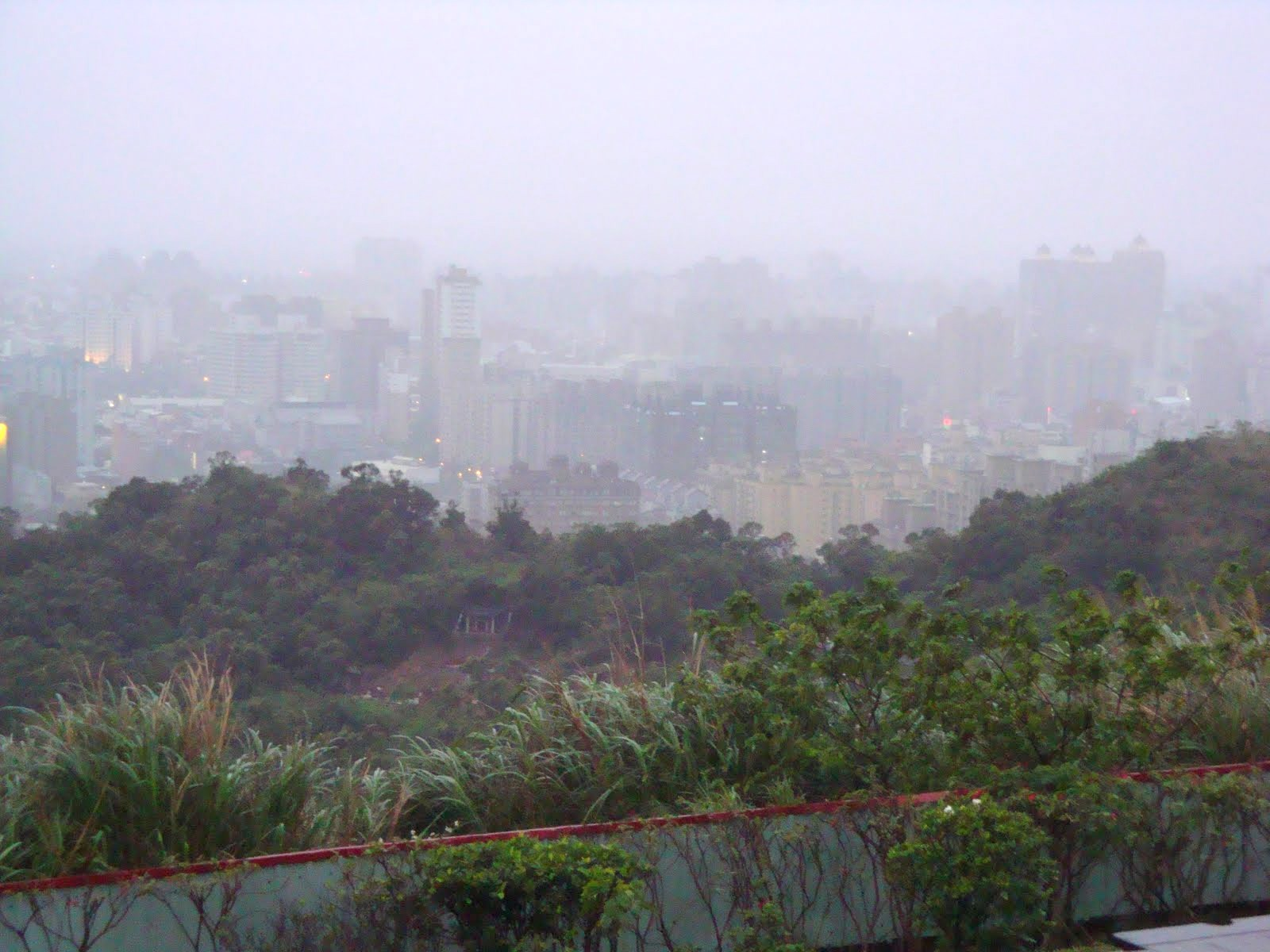
Le paysage urbain d'une banlieue de Taipei, le 15 avril 2010, semble présenter une forte pollution atmosphérique.

## Types de polluants

### PM10
En mars 2014, les législateurs taïwanais et la Taïwan Healthy Air Action Alliance ont affirmé, sur la base de rapports de l'Organisation mondiale de la santé, que la qualité de l'air à Taïwan était la pire des quatre dragons asiatiques. L'attention a été principalement attirée sur le niveau moyen annuel de PM10 dans l'air de Taïwan (54 μg/m³). Cette moyenne annuelle (47,1 μg/m³) place Taipei au 1 089ème rang sur 1 600 par rapport à la qualité de l'air des autres villes du monde. D'après les données de 2004 du Département de la protection de l'environnement de Taïwan, le niveau annuel moyen de PM10 à Taïwan a été, au cours de la dernière décennie, pire que la valeur limite de l'Union européenne (40 μg/m³) chaque année.

### Poussière fugitive

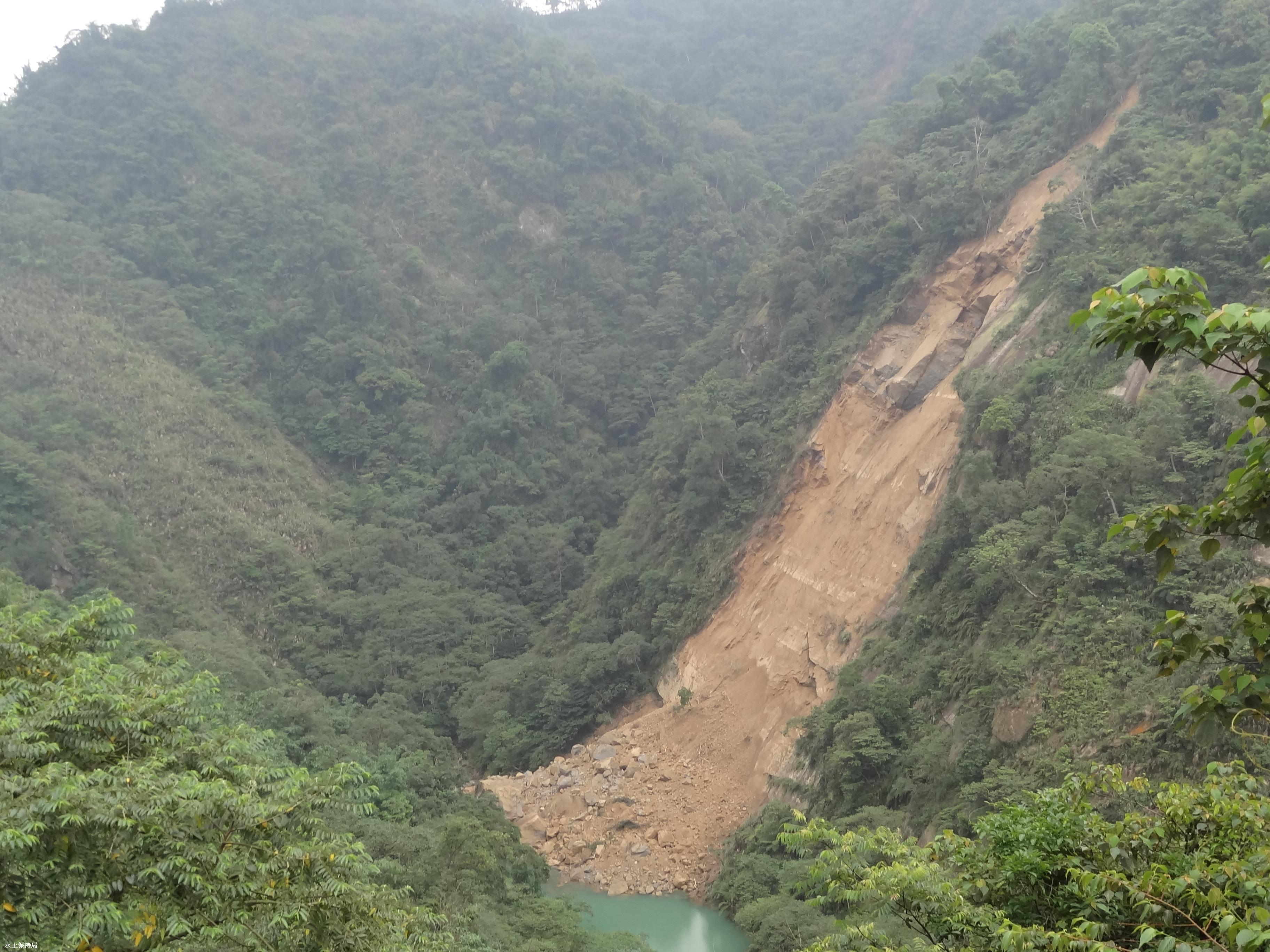
Cette photographie du 4 juin 2013 montre un glissement de terrain qui aurait été provoqué par le séisme de Nantou du 2 juin 2013.

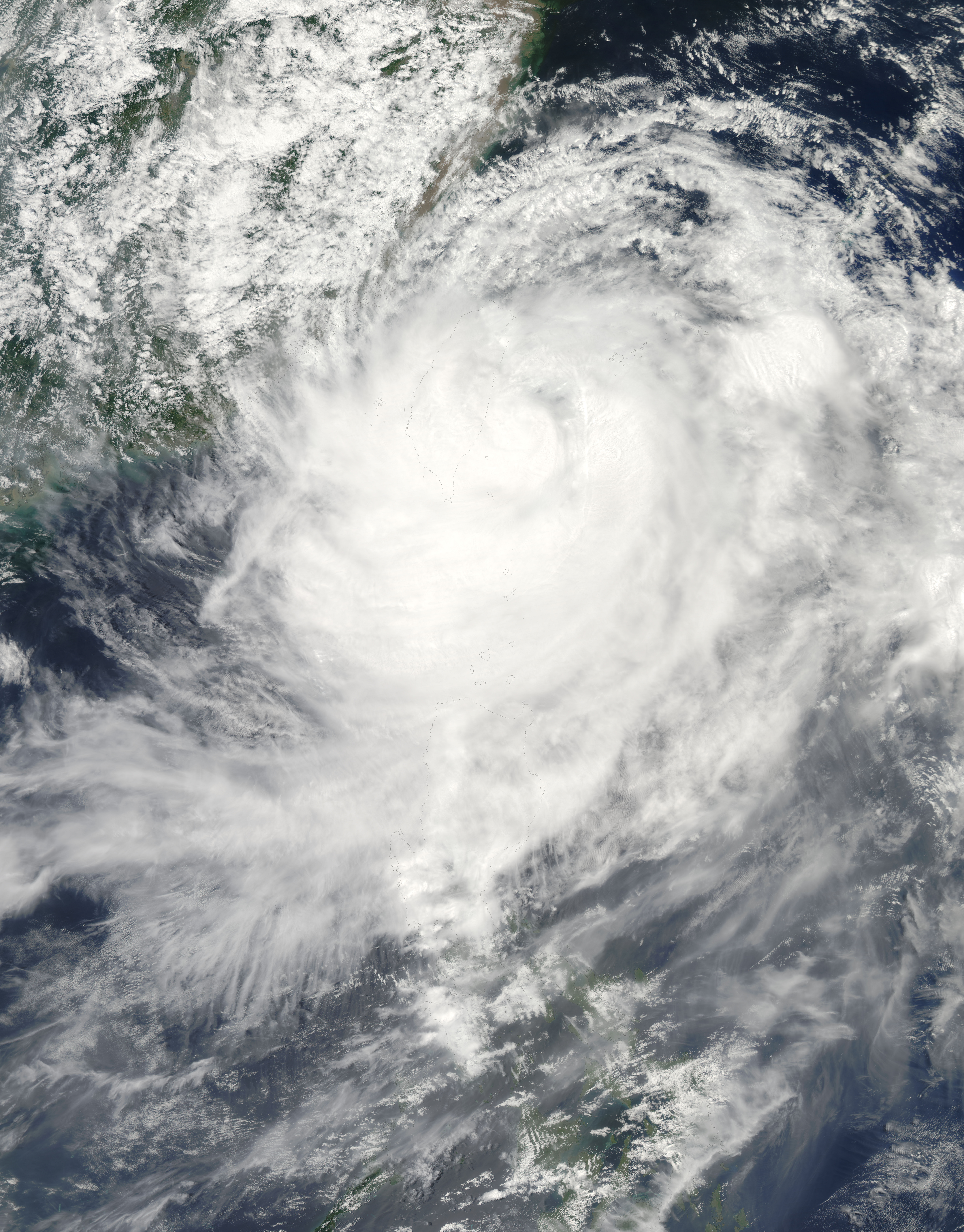
Imagerie satellite du 9 août 2009 montrant le typhon Morakot au-dessus de Taïwan. Le sud de Taïwan aurait enregistré un record de de pluie, provoquant des inondations et des glissements de terrain.

Au cours de l'hiver 2013-2014, le Département de surveillance environnementale et de gestion de l'information de l'Environmental Protection Administration (EPA) a examiné la pollution atmosphérique du pays. Il a été révélé que les stations de Yunlin, de Chiayi et du Grand Tainan présentaient les pires concentrations de pollution. Selon le directeur adjoint du département de l'EPA, Chang Shuenn-chin (張順欽), cette pollution est principalement causée par les poussières fugitives trouvées sur les berges des rivières pendant la saison d'étiage de l'hiver. Ces particules, en suspension dans l’air par l’action du vent et des activités humaines, peuvent être soulevées par les forts vents du nord-est qui soufflent en hiver. Ceci est également connu sous le nom de mousson du nord-est. Par conséquent, des vitesses de vent supérieures à trois mètres par seconde sont susceptibles de provoquer des rafales de poussières fugitives avec des niveaux de concentration de PM10 supérieurs à 250 μg/m3. Les lectures maximales élevées des niveaux de concentration de PM10 dans le canton de Lunbei (崙背) du comté de Yunlin en 2015 (2 532 μg/m3), dans la ville de Puzih (朴子) du comté de Chiayi en 2009 (1 793 μg/m3), à Puzih (497 μg/m3) et à Lunbei (497 μg/m3) en 2013, seraient fortement influencés par les fortes pluies et les coulées de boue du typhon Morakot de 2009 ainsi que par le séisme de Nantou de juin 2013 de magnitude 6,2. Les tremblements de terre peuvent secouer le sol meuble sur les pentes en amont. Celles-ci peuvent ensuite être emportées en aval par des pluies torrentielles au cours de l'été, augmentant ainsi le risque d'effondrement des terres et de coulées de boue, qui à leur tour créent de la poussière sur les berges des rivières.

### PM2,5
En ce qui concerne les recherches menées sur les particules PM2,5 à Taïwan, l'Université nationale de Taïwan a affirmé en mars 2015 que le trafic automobile est la principale source de polluants atmosphériques à Taipei. Dans le centre de Taïwan, en revanche, les particules fines sont principalement produites par les centrales thermiques.
Lors de la présentation de cette recherche, l'Université nationale de Taïwan a déclaré que la concentration moyenne annuelle de particules PM2,5 à Taipei et au Nouveau Taipei est de 20 μg/m3, tout en étant de 30 µg/m3 à Kaohsiung. De plus, au Nouveau Taipei, la concentration extérieure de PM2,5 dans l'air au niveau du sol jusqu'à la hauteur des immeubles de trois étages est environ dix à vingt fois supérieure à la concentration dans l'air à la hauteur des immeubles de quatre étages et plus. Les niveaux des autres particules dangereuses en suspension, telles que le silicium et le fer, se sont tous révélés nettement inférieurs avec l’augmentation de l’altitude. Le professeur Chang-Fu Wu (吳章甫) de la même université a attribué cela à la poussière et à la pollution due au trafic automobile.
La valeur limite normative des PM2,5 à Taïwan est fixée à 15 μg/m3, ce qui n'est plus la même norme que celle des États-Unis, ayant révisé sa norme à 12 µg/m3 en 2013. L'OMS a suggéré que la limite d'exposition maximale est encore plus basse, à 10 µg/m3.
En novembre 2015, il a été affirmé que l'indice PM2,5 de l'EPA indiquait une mauvaise qualité de l'air dans près d'un tiers des villes taïwanaises pendant plus de cent jours cette année-là, Nantou étant en tête de liste avec 147 jours. Le 8 novembre, le centre de Taïwan, ainsi que les cantons de Yunlin et de Chiayi, ont atteint l'alerte violette dangereuse.
Sur la base de données de 2016, le groupe environnemental Air Clean Taïwan a affirmé en 2017 que le district de Zuoying à Kaohsiung, le canton de Lunbei à Yunlin et Pingtung figuraient parmi les villes (districts) les plus touchés du pays, Lunbei étant en tête de liste en ce qui concerne les niveaux élevés de PM2,5, déclenchant souvent les alertes rouges et violettes émises par l’EPA.

### Dioxyde d'azote
En 2004, des données ont été présentées par le Département de la protection de l'environnement de Taïwan. Elles ont montré qu'au cours de la dernière décennie, la concentration annuelle moyenne de dioxyde d'azote à Taïwan avait également dépassé la valeur limite de l'Union européenne de 40 µg/m3, chaque année consécutive.

## Sources de pollution

### Pollution transfrontalière en provenance de Chine

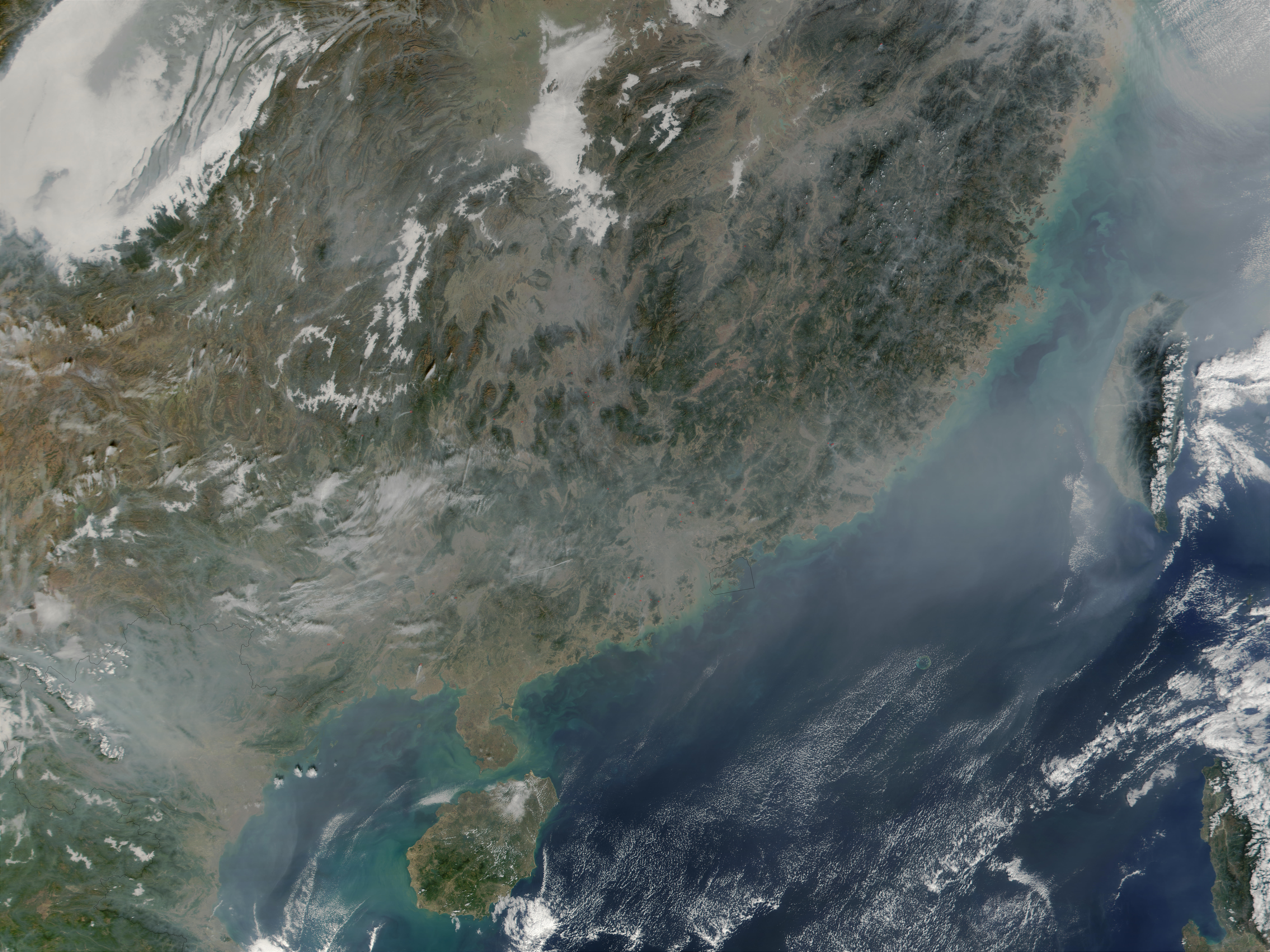
Image MODIS, capturée par le satellite Terra de la NASA le 7 janvier 2002, montrant la majeure partie du sud-est de la Chine recouverte d'un épais voile grisâtre de pollution par aérosols (un phénomène qui durait depuis plusieurs semaines). Le smog s'étend vers l'est et recouvre Taïwan.

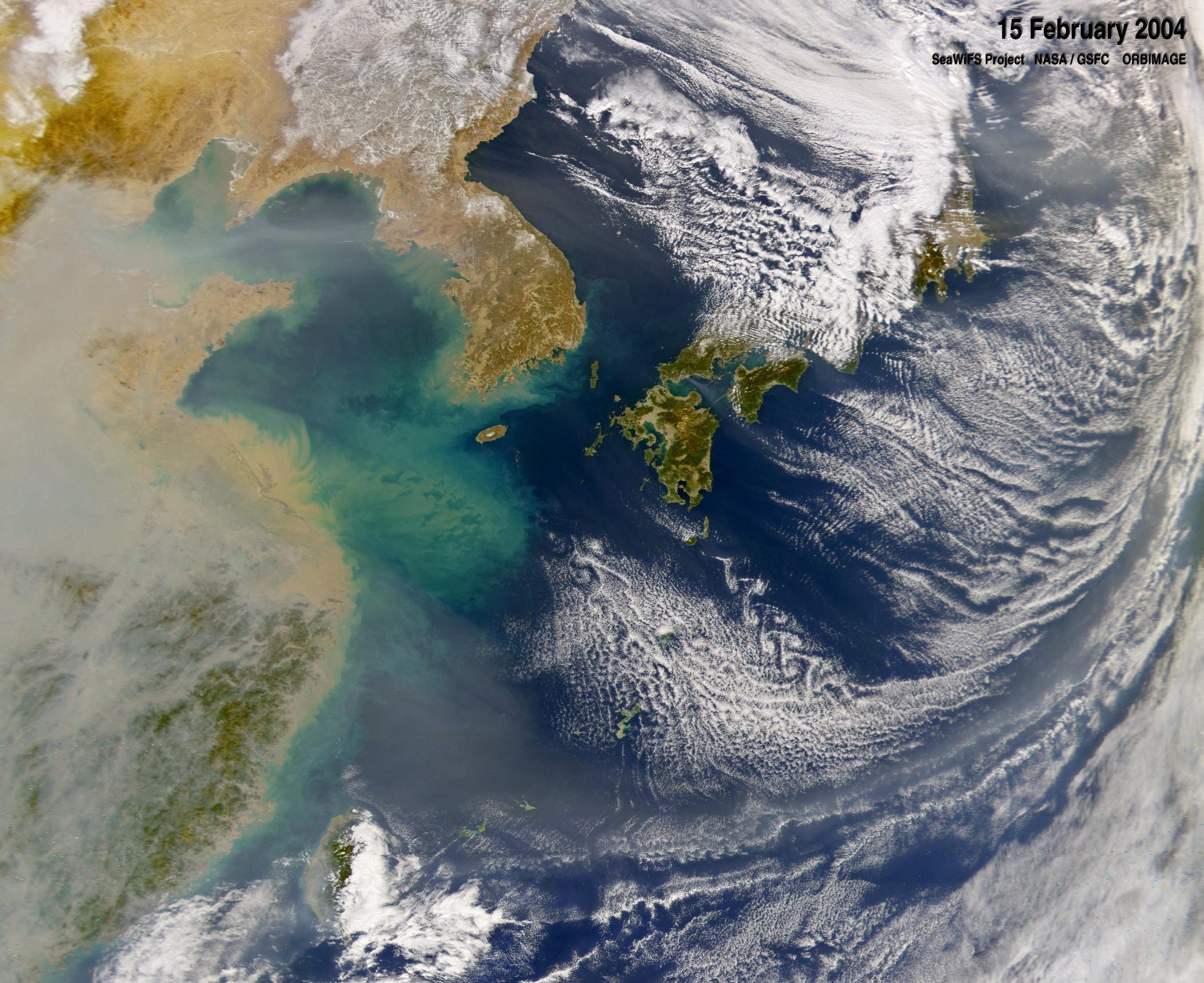
Images SeaWiFS du 15 février 2004 montrant une brume continue de pollution atmosphérique concentrée sur l'est de la Chine et soufflant vers l'est vers des régions telles que Taïwan.

En février 2014, Chu Yu-chi (朱雨其), directeur du Département de surveillance environnementale et de gestion de l'information de l'Environmental Protection Administration (EPA), a affirmé qu'il y avait eu sept tempêtes de brume et de poussière depuis décembre 2013. Chu a également rapporté que, en grande partie sur la base des phénomènes météorologiques récents et des données de surveillance des polluants atmosphériques des grandes villes chinoises, la pollution de l'air en Chine détériore généralement considérablement la qualité de l'air à Taïwan chaque hiver. L'EPA a conclu que les polluants atmosphériques apportés de Chine par des vents violents étaient directement responsables de l'augmentation drastique des niveaux de concentration détectés de particules inférieures à 2,5 µm de diamètre (PM2,5) à proximité des 76 stations de surveillance de Taïwan. Pendant les périodes de brume transfrontalière, faisant référence à la pollution provenant de Chine, les lectures de l'indice des normes de pollution (PSI), qui se basent sur la valeur de concentration la plus élevée de cinq polluants atmosphériques majeurs PM10 (particules de 10 µm ou moins de diamètre), le dioxyde de soufre, le dioxyde d'azote, le monoxyde de carbone et l'ozone troposphérique dans la plupart des stations, ont atteint des niveaux malsains, tandis que certaines stations du centre et du sud de Taïwan ont même atteint des niveaux dangereux.
Au cours de ces mois d'hiver, les risques pour la santé à court terme dus aux vents du nord-est comprenaient de légers symptômes d'irritation des yeux, d'éternuements ou de toux. Les statistiques épidémiologiques montrent également que l'augmentation à court terme des niveaux de polluants atmosphériques au cours de l'hiver coïncide avec des pics soudains d'hospitalisations pour maladies cérébrovasculaires.
En ce qui concerne les pics de concentration de particules PM10 pendant les périodes de vents forts en hiver, les poussières fugitives et les phénomènes tels que les tremblements de terre, les typhons et d'autres facteurs géographiques ou météorologiques nationaux doivent être pris en compte.

### Pollution d'origine nationale

#### Industrie
La centrale électrique de Taichung à différentes dates est, de toute évidence, entourée par des particules de pollution d'air.

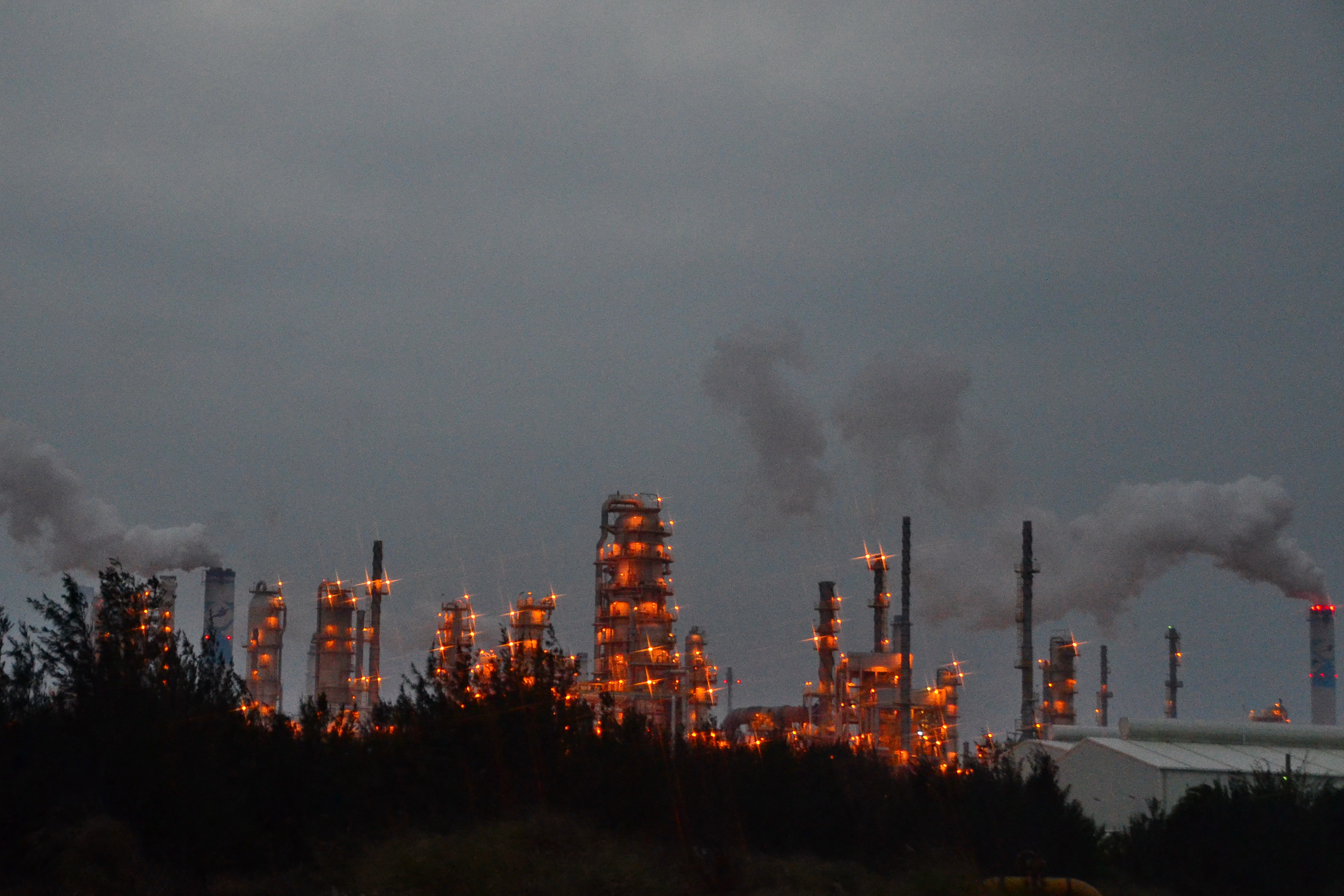
Certains bâtiments de la sixième usine de craquage de naphta, très polluante, du complexe industriel Mail-Liao du groupe Formosa Plastics, dans le nord-ouest du comté de Yunlin, à Taïwan, le 15 mars 2014.

Lors des avertissements de la communauté scientifique concernant l'augmentation de la prévalence du cancer du poumon à Taïwan en décembre 2015, il a été affirmé que la centrale électrique de Taichung, ainsi que la sixième usine de craquage de naphta du groupe Formosa Plastics, étaient responsables d'environ 70% de la pollution de l'air dans la partie centrale de l'île, émettant de grandes quantités d'oxydes de soufre.

#### Scooters

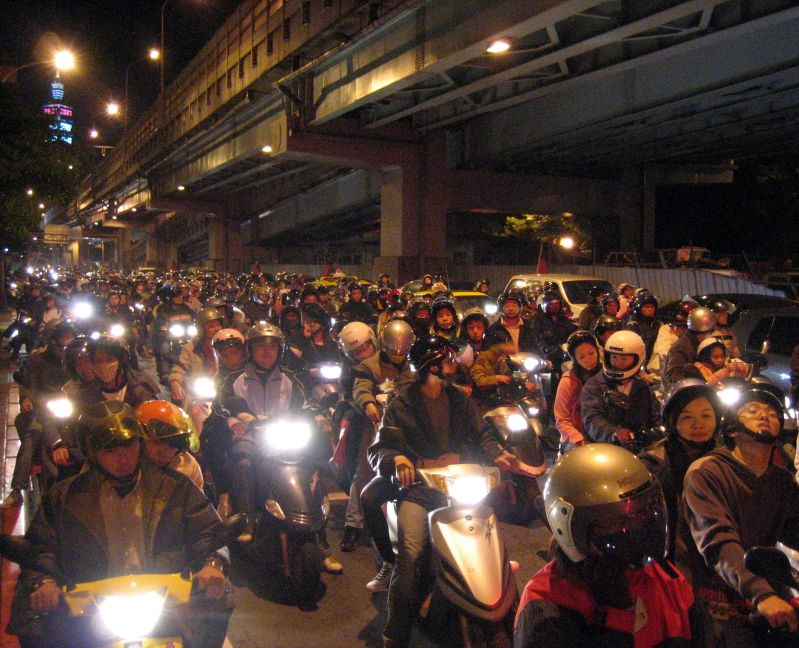
De nombreuses personnes voyageant en scooter à Taipei seraient rentrées chez elles après les célébrations du Nouvel An du 31 décembre 2006 au 1er janvier 2007.

Dans un article de 1996, on affirmait qu'il y avait 8,8 millions de motos et 4,8 millions de voitures sur les routes de Taïwan, les motos étant considérées comme le moyen de transport privilégié pour la majorité de la population adulte de l'île. Les motos équipées de moteurs à deux temps seraient la plus grande source de pollution automobile à Taïwan, tout en constituant également la majorité des motos utilisées à Taïwan.
You Yii-der de l'Environmental Protection Foundation et Jay Fang de la Green Consumer Foundation ont déclaré que toutes les motos propulsées par des moteurs à deux temps devraient être interdites.

#### Rituels religieux
En 2014, une étude du Centre de recherche sur les changements environnementaux de l'Academia Sinica affirmait qu'en raison de la combustion d'argent fantôme (ou billet funéraire) et d'encens lors des cérémonies religieuses (survenant principalement les premier et 15e jours du calendrier lunaire), les valeurs des particules PM10 dans les grands temples sont 5 à 16 fois supérieures à la valeur normale de l'environnement d'un foyer ordinaire. De même, en raison de la combustion d'argent fantôme et d'encens, les ménages des communautés ayant un temple à proximité présentent une augmentation de la valeur des particules PM2,5 en moyenne de 15,1 µg/m3.

## Surveillance

### Réseau de surveillance de la qualité de l'air de Taïwan (TAQMN)
Lorsque le réseau de surveillance de la qualité de l'air de Taïwan (TAQMN) de l'Environmental Protection Administration (EPA) a été créé en 1990, il comprenait dix-neuf stations de surveillance de la qualité de l'air, passant à 70 en 1993 et à 72 en 1998. En 2003, les polluants surveillés comprenaient le dioxyde d'azote, le monoxyde de carbone, les PM, l'ozone troposphérique, le dioxyde de souffre et les hydrocarbures.
En novembre 2015, la Conservation Mothers Foundation a critiqué l'EPA, arguant qu'elle exhortait les gens à rester à la maison pendant les périodes de mauvaise qualité de l'air, alors qu'ils devraient plutôt « inspecter et infliger des amendes aux principales parties responsables de la pollution de l'air ».

## Résoudre la pollution atmosphérique à Taïwan
Depuis longtemps, de graves problèmes de pollution atmosphérique existent dans les régions du centre et du sud de Taïwan. Dans l'espoir de remédier à ce problème, la Taïwan Healthy Air Action Alliance a lancé en 2017 la « Parade anti-pollution atmosphérique et ciel bleu »,. Le directeur de la protection de l'environnement, Li Yingyuan, a répondu à un appel en déclarant que « la pollution atmosphérique réelle de China Steel, Taipower et China National Petroleum Corporation a été réduite. Cependant, il est difficile de réduire les émissions de 50 % en trois ans. Au lieu de cela, nous pouvons réduire les émissions de 25 %. En termes de PM2,5, cela peut être réduit à 18 μg en 2020 ».
Le gouvernement de Tsai Ing-wen a accepté de mener une évaluation des risques sanitaires à Dalinpu et celle-ci est en cours. Quant à la zone de Linyuan, elle est considérée comme une zone à risque sanitaire ; Les emissions d'oxydes de souffre et d'azote ont augmenté de 30 à 40 %.
Les 30 principales sources de pollution du pays proviennent principalement d'entreprises publiques et d'autres sociétés sidérurgiques, électriques et pétrochimiques. Une gestion de la réduction des émissions a été mise en œuvre pour les 20 plus grandes usines des entreprises publiques. Des taxes sur la pollution atmosphérique seront également mises en œuvre. Des plans ont été élaborés pour éliminer progressivement les camions diesel. Ils seront remplacés par des camions électriques. Les transports publics seront également utilisés lorsque les entreprises transportent des marchandises comme des fruits et des légumes.
Gong Mingxin, vice-ministre des Affaires gouvernementales du ministère des Affaires économiques, a déclaré que les entreprises publiques telles que Taipower, China Petroleum et Zhonglong devront investir environ 58,4 milliards de dollars taïwanais pour mettre en œuvre la prévention de la pollution. Ces entreprises devront également améliorer leurs processus de production dans l'espoir de réduire leurs émissions de 20 à 40 %. Ce n’est qu’un début, mais d’autres plans d’amélioration doivent être discutés.